# Mihai Tararache
Mihai Tararache (Bucarest, 25 ottobre 1977) è un ex calciatore rumeno, di ruolo centrocampista.

## Palmarès

### Club

#### Competizioni nazionali
- Coppa di Romania: 1

Gloria Bistriţa: 1993-1994
- Campionato svizzero: 3

Grasshoppers: 2000-2001, 2002-2003
Zurigo: 2005-2006
- Coppa Svizzera: 1

Zurigo: 2004-05